# Torra Mjölö
Torra Mjölö (finska: Kuivasaari), är en ö i Finland. Den ligger i Finska viken och i kommunen Helsingfors i landskapet Nyland, i den södra delen av landet. Ön ligger nära Helsingfors.
I norr är den mindre ön Mjölöknekten( finska: Pikku Kuivasaari) genom en bank förbunden med ön. De båda öarnas gemensamma area är 18,6 hektar och dess största längd är 1 kilometer i nord-sydlig riktning. Ön höjer sig omkring 20 meter över havsytan.
Torra Mjölö ägs av Finlands försvarsmakt och fungerar som fort för kustartilleriet och kustbatteriet. Fortet är inte permanent bemannat.
På ön finns också ett av få 305 millimeters dubbelkanontorn i världen. Det är i användbart skick men används endast för att skjuta salut då Finland fyller jämna år.

## Galleri

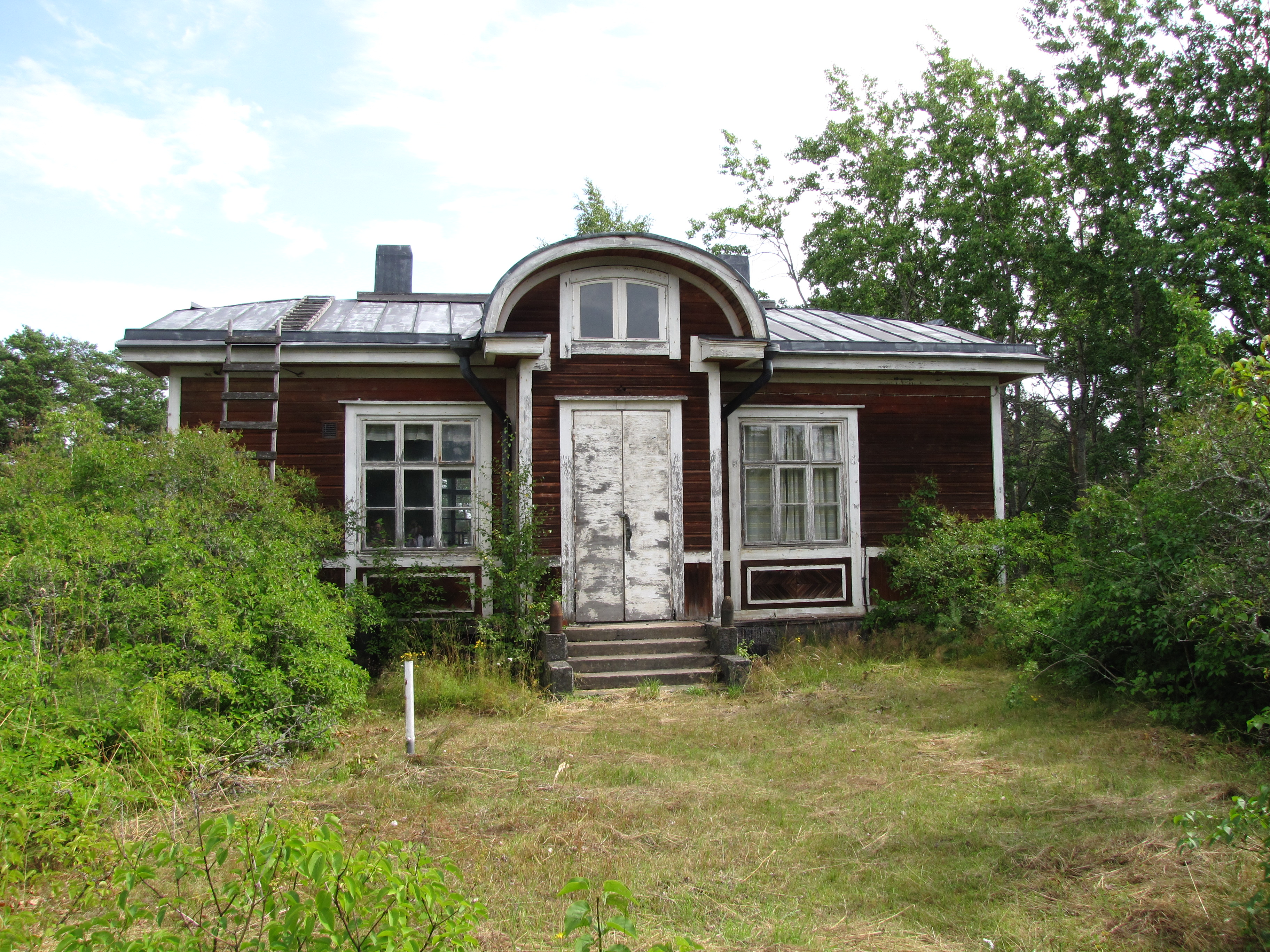
Batterichefens förläggning
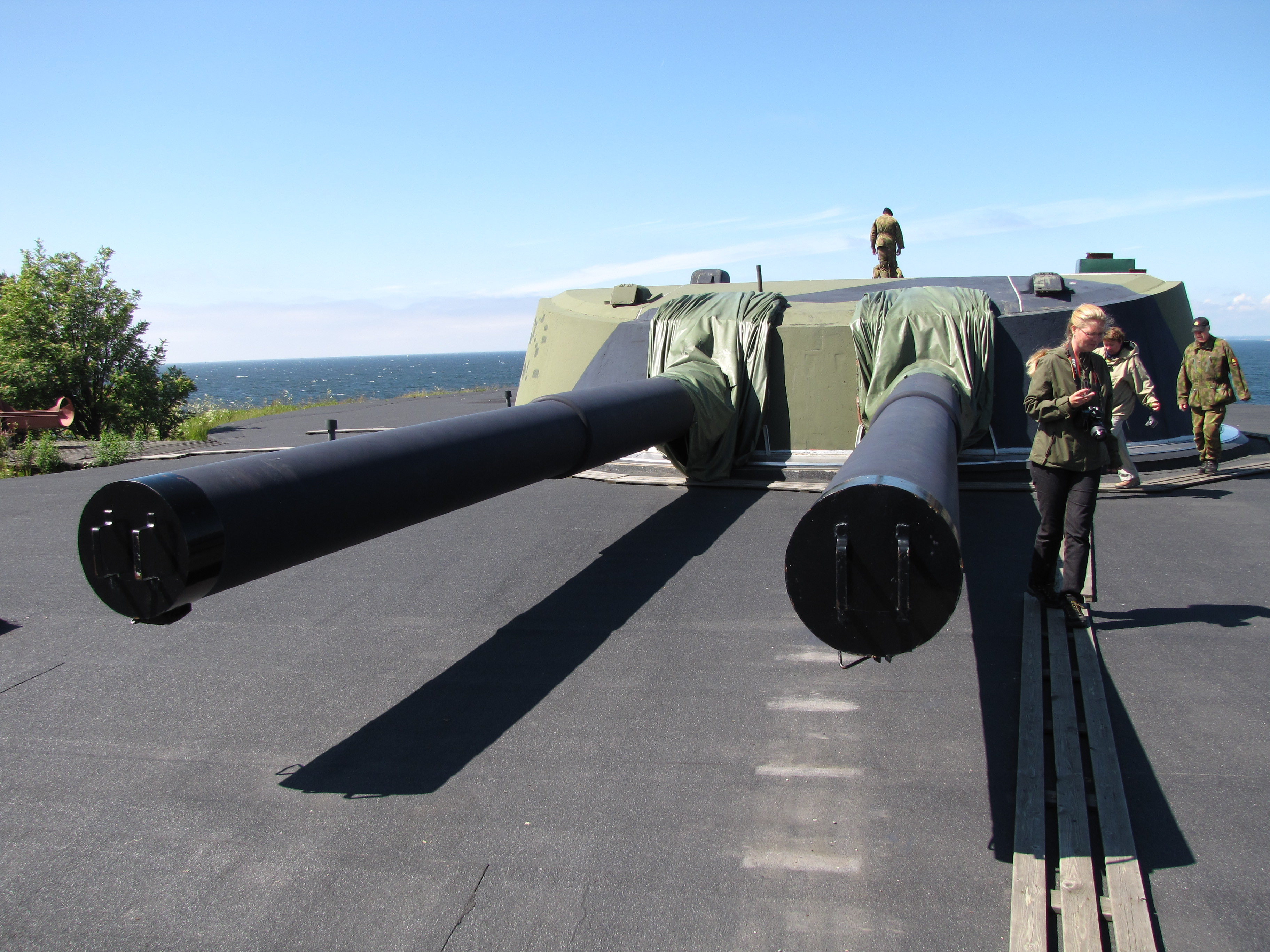
305 mm kustartilleribatteri
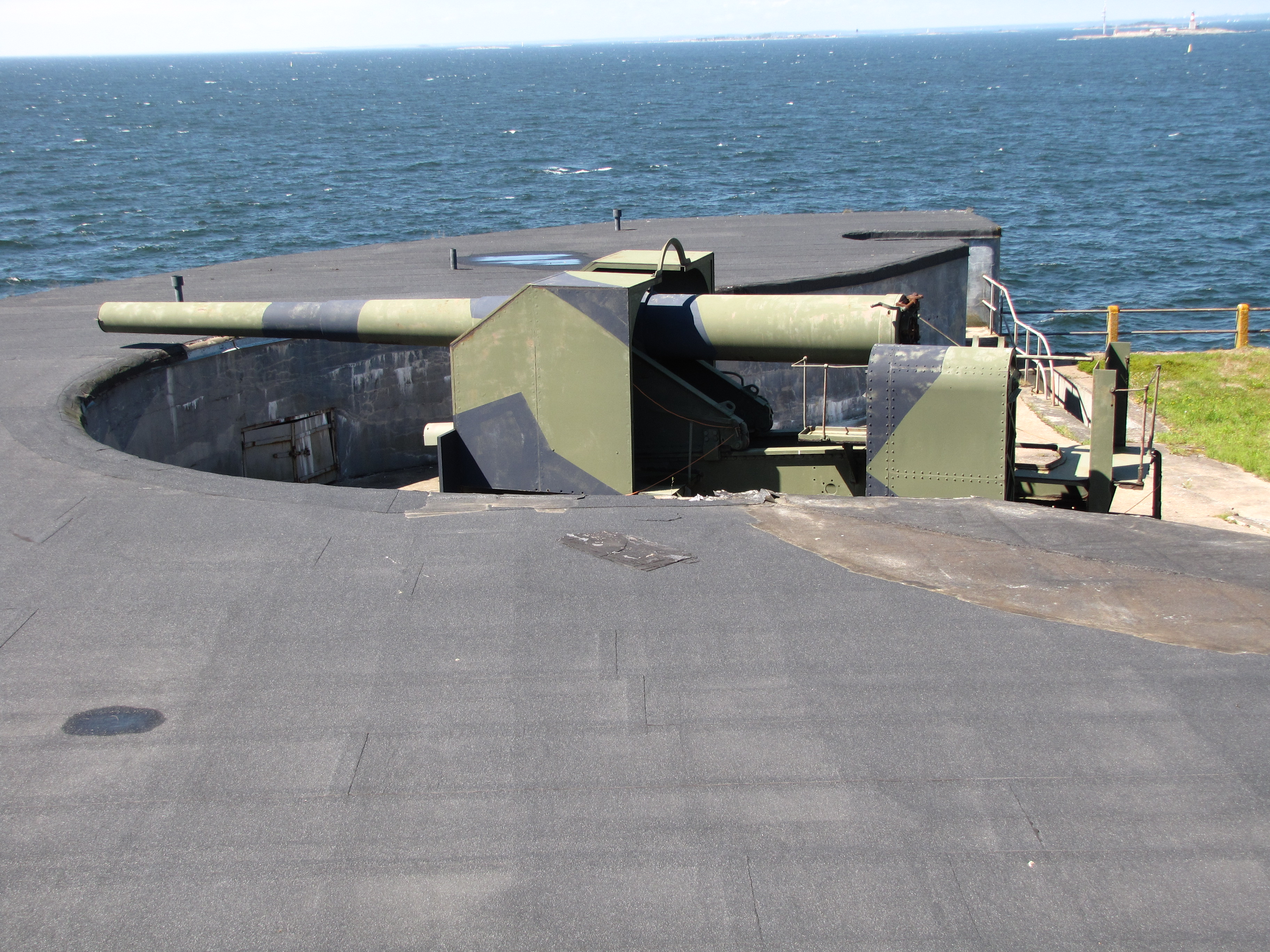
254 mm kustartilleribatteri
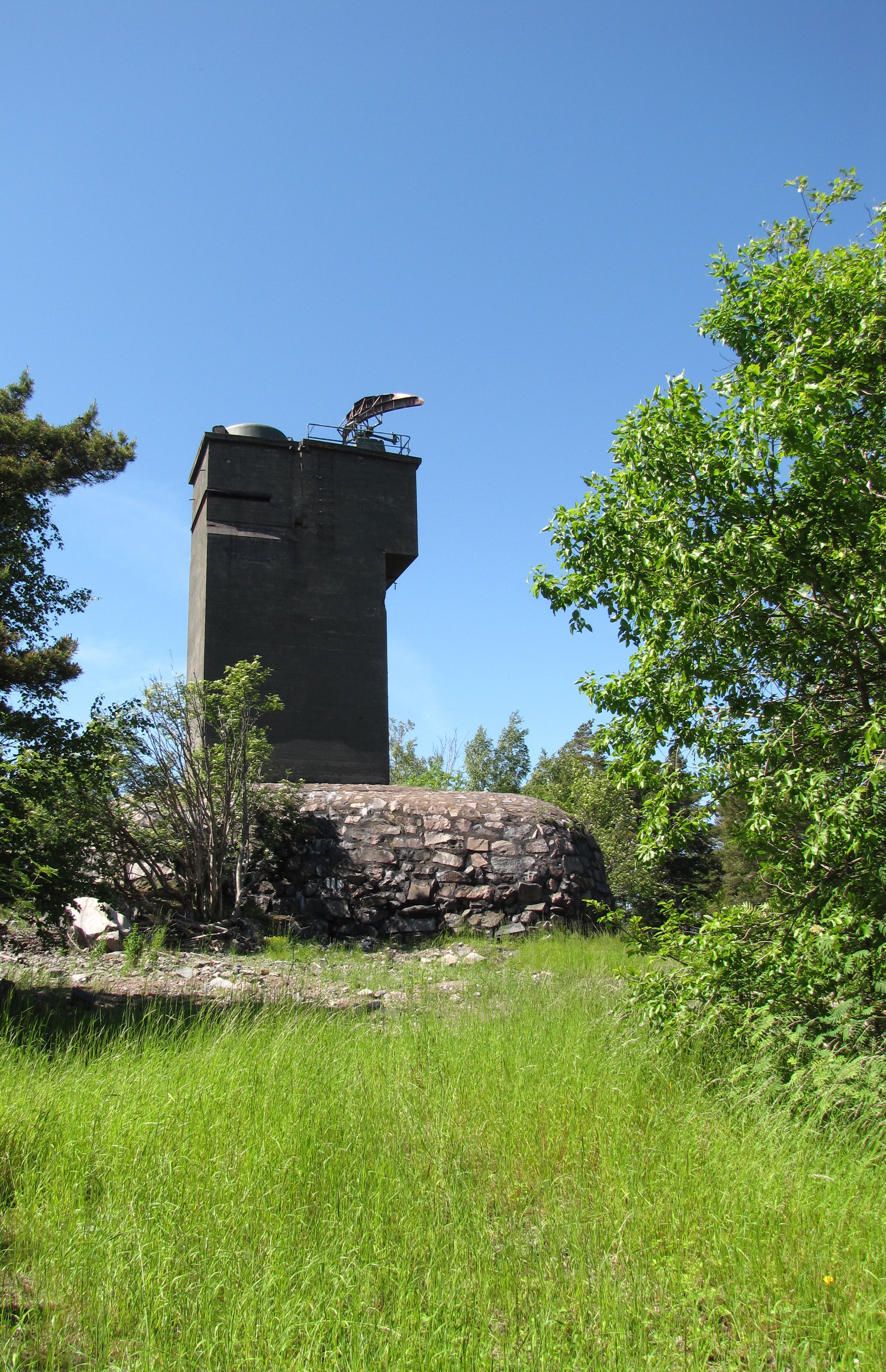
Eldledningstornet